# Mágnás Miska (operett)
A Mágnás Miska Szirmai Albert egyik legismertebb, legnagyobb sikerű 3 felvonásos nagyoperettje. A szöveget Bakonyi Károly, a verseket Gábor Andor írta. A mű eredetileg Fedák Sári és Rátkai Márton számára íródott. Az operett ősbemutatója a Király Színházban volt 1916. február 12-én. A főszerepben a népszerű bonviván, Király Ernő, a primadonna szerepében Fedák Sári, az idősebb Korláth grófot id. Latabár Árpád (a színpadon még az idősebb jelző nélkül), Pixit és Mixit Horváth Sándor és Skultéty Lajos alakította.

## Ősbemutatója
A darab a Király Színházban került bemutatásra 1916. február 12-én, a következő szereposztásban:
- Korláth gróf — Latabár Árpád
- Lotti a felesége — Gerő Ida
- Rolla leányuk — Lábass Juci
- Gida gróf — Szabolcs Ernő
- Pikszi gróf — Horváth Sándor
- Mikszi gróf — Skultéti Lajos
- Marica — Strobl Margit
- Jella — Papp Manci
- Baracs — Király Ernő
- Szele — Inke Rezső
- Leopold — Alföldi Rezső
- Marcsa — Fedák Sári
- Miska lovászgyerek — Rátkai Márton

Az operettet Stoll Károly főrendező rendezte, a karmester Vincze Zsigmond volt.

## Szereplők

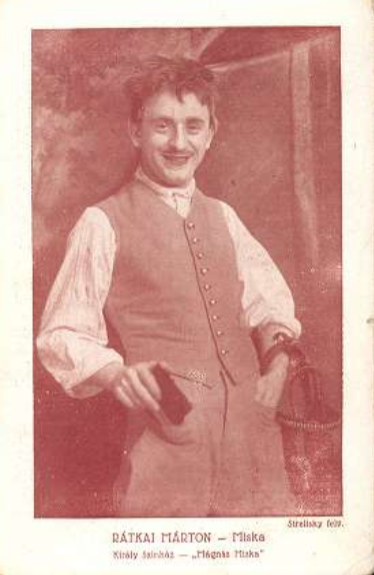
A címszerepben Rátkai Márton az operett ősbemutatóján

- Korlath gróf
- Korlath Lotti grófnő
- Rolla grófnő, [Korlath gróf] leánya
- Gida, [Korlath gróf] fia
- Técsey Pikszi gróf
- Récsey Mikszi gróf
- Marica grófnő
- Júlia grófnő
- Baracs Iván
- Szele, Korlath gr. titkára
- Marcsa, mosogatólány
- Miska lovászgyerek
- Leopold, Baracs inasa
- Kati néni, szakácsnő
- George, inas
- Borcsa, szolgálólány
- Julcsa, szolgálólány

## Dalok
1. Nyitány
2. Nyergelj már... (Rolla, kórus)
3. Fáj, fáj a szívem... (Marcsa)
4. Hoppsza, Sári... (Marcsa, Miska)

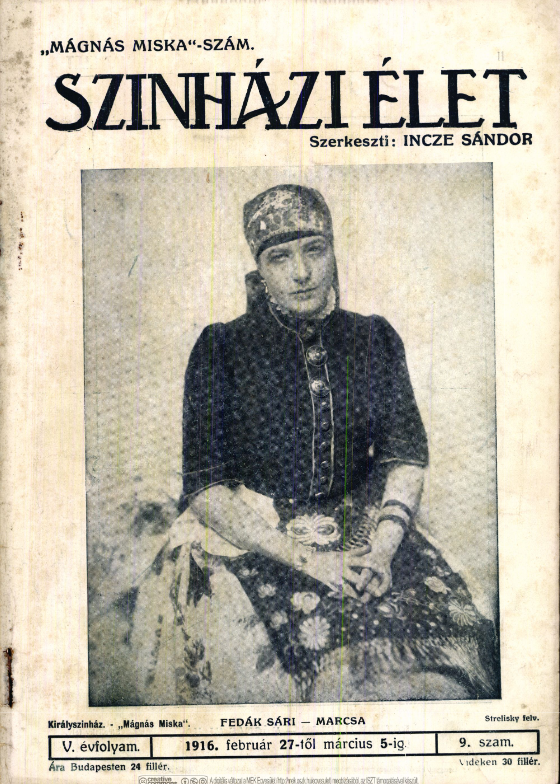
Fedák Sári mint Marcsa a Színházi Élet címoldalán

5. Bátorság, és nonsalansz... (Baracs, kórus)
6. Úgy szeretnék boldog lenni...(Rolla, Baracs)
7. Új vendég jön... (Baracs, Leopold, Miska, Korláth, Titkár, Marcsa, kórus)
8. Mink most már nem várunk... (Rolla, Miska, kórus)
9. Adj egy csókot... (Marcsa, Pixi, Mixi)
10. A nő szívét ki ismeri...(Rolla, Baracs)
11. Vedd fel a finom, a drága ruhádat... (Rolla, Marcsa)
12. Cintányéros cudar világ...(Marcsa, Miska)
13. Kútágasra szállott a sas... (Marcsa, Miska, Korláth, Baracs, Pixi, Mixi, Leopold, Lotti, Rolla, Titkár, kórus)
14. Csiribiri, Csiribiri kék dolmány... (Marcsa, Miska)

## Feldolgozások
A nagy színpadi siker következtében már a bemutatás évében (1916) elkészült az első filmfeldolgozás. A némafilmet Korda Sándor rendezte, Marcsát Berky Lili, Miskát Mészáros Alajos alakította.
A történetet másodszor 1942-ben vitték színre Pista tekintetes úr címmel. A filmben a prózai történetre helyezték a hangsúlyt. A filmet Daróczy József rendezte, Miska szerepében Halmay Tibor, Marcsáéban pedig Turay Ida volt látható.
A legismertebb filmadaptációt 1949-ben mutatták be. A korszak ideológiájának megfelelően azonban meg kellett változtatni bizonyos dolgokat. Az intéző Baracs Iván Baracs Istvánná alakult és "a nép gyermeke" szerepet: egy egyszerű családból származó vasúti mérnököt kapta. A feudális világ kigúnyolása miatt a Korláth név Korláthyra (=korlátolt) változott, továbbá a család a kleptomániás nagymamával lett népesebb. Új szereplőként került a filmbe a valódi Eleméry gróf is. A zeneszámok sorrendje is felcserélődött és bizonyos szövegbeli módosításokra is sorkertül. Például a Csiribiri számot eredetileg Miska és Marcsa éneklik a harmadik felvonásban, a filmben viszont a Pixi - Mixi - Marcsa hármas énekli, a Békeffi István által átdolgozott szöveget. A címszerepben Gábor Miklós, Marcsáéban pedig Mészáros Ági volt látható. A filmet Keleti Márton rendezte.
1979-ben Csenterics Ágnes rendezett egy 32 perces tévéfilmet, melyet 1981-ben mutatott be a Magyar Televízió. A főbb szerepekben Németh Sándor és Kovács Zsuzsa voltak láthatóak.
2019 márciusában az M5 csatorna felvételt készített a Budapesti Operettszínház előadásáról, melyet 2002 óta folyamatosan játszik a színház. Az előadást Verebes István rendezte a főszerepeket Peller Károly és Peller Anna játszották.